# Сатанівський єврейський цвинтар
Са́танівський євре́йський цви́нтар (кіркут) — єврейський цвинтар (кіркут) у селищі міського типу Сатанів Городоцького району Хмельницької області.
Як зазначено в історичному путівнику «Сто єврейських містечок України» (Єрусалим — Санкт-Петербург, 1998), «єврейський цвинтар Сатанова з повним правом можна назвати кам'яним літописом громади. Тексти та зображення на різьблених надгробних стелах дозволяють не тільки довідатися про імена і час життя членів громади, але й уявити собі історичне тло її життя, заглянути в світ духовних і соціальних цінностей єврейських громад Східної Європи» .

## Опис цвинтаря
Єврейський цвинтар у Сатанові розташувався за межами містечка, приблизно в 500 метрах від міської брами, на високому клиноподібному пагорбі, який височіє над Збручем і тягнеться уздовж дороги на Кам'янець-Подільський. Єврейський цвинтар традиційно розміщували за річкою, що символізувало відділення живого від мертвого. У Сатанові, зокрема, від містечка він відділений безіменним струмком. Крім того, цвинтар обов'язково мав бути на високій горі, щоб на неї було важко підніматися і люди не прагнули пошвидше там опинитися. Правда, православні українці та поляки-католики трактували такий вибір місця для цвинтаря по-іншому: мовляв, хитрі євреї спеціально ховають своїх небіжчиків поближче до неба, аби в день Страшного суду вони чимшвидше зайняли чергу в перших рядах . З пагорба, на якому розкинувся Сатанівський єврейський цвинтар, відкривається чудова панорама на містечко й околиці.
Цвинтар витягнувся майже на 0,5 кілометра з півночі на південь, ширина його близько 200 метрів. Збереглися лише фрагменти кам'яної стіни, що колись оточувала цвинтар.
За датами поховань чітко виділяються дві дільниці: стара, де є близько 500 надгробків XVI–XIX століть, багато з яких заховалися в заростях, і нова дільниця, відділена від старої переліском. Тут близько 3000 надгробків кінця XIX — XX століття.

### Стара частина
Найдавніша частина цвинтаря розташувалася на південно-східному схилі пагорба, зверненому до Збруча.
Найстаріший із п'яти виявлених надгробків XVI століття — часу утворення єврейської громади Сатанова — датовано 1576 роком. Найранніші пам'ятники — це прямокутні стели без декору. Вони нагадують надгробки того ж часу з Німеччини, Польщі та Чехії. Тексти на стелах збереглися лише частково, але іноді з них можна дізнатися дати народження та смерті й імена перших єврейських поселенців Сатанова: Моше, Цві, Менахем, Хана — дочка Шмуеля.
Надгробки першої половини XVII століття, як і пам'ятники XVI століття, розташовані компактно. Деякі з них дослідники виявили під шаром дерну, який забезпечив краще збереження пам'ятників. Фасади ретельно оброблених стел розділено на дві частини: вгорі розміщено символічний образ, внизу — епітафію. У декорі пам'яток дослідники зафіксували декілька видів образотворчих мотивів: дерево з плодами, виноградні грона, риби з левиними головами, гірлянди. На стелі 1638 року зображено жест благословення піднятими руками з особливим чином складеними пальцями (так зване «благословення коганім»). Це одне з найранніших таких зображень у Східній Європі. Під цим каменем поховано юнака з роду первосвящеників.

### Нова частина
Нова частина цвинтаря — це одноманітні ряди невисоких надгробків із напівкруглими завершеннями. Плоскі рельєфи, зроблені за трафаретом, зберігають сліди фарбування. На чоловічих надгробках зображено, як правило, лева, що лежить, а на жіночих — птаха та менору з п'ятьма ріжками. Проте і в цій частині цвинтаря трапляються оригінальні мотиви в оформленні пам'ятників. Так, на пам'ятнику, встановленому на могилі людини на прізвище Елефант, висічено слона. Це рідкісний для пізньої епохи приклад дотримання старовинної традиції супроводжувати ім'я покійного зображенням відповідної йому тварини.
На нову дільницю цвинтаря перенесли останки євреїв Сатанова, що загинули в роки Другої світової війни. За межами цвинтаря розташувалася братська могила членів громади, які померли під час епідемій.

## Враження
Дослідник Дмитро Полюхович, окрім опису симоволіки та зоологічних мотивів на надгробних плитах згадує і про українські елементи на плитах єврейського цвинтара в Сатанові: 
| Дуже часто зображення на пам'ятнику вказує на приналежність похованого до певного роду. Так, мацеви над могилами когенів завжди прикрашені зображенням рук, складених в особливому жесті «благословення когенів». Могили людей з роду левітів часто прикрашені предметами, необхідними для омивання рук — збанок, миска, рушник. Часто втілений і сам процес омивання. Дуже цікавий «левітський» пам'ятник кінця XVIII ст., що його цілком недавно можна було побачити в Городку. Зображуючи рушник, майстер вирізьбив саме український рушник зі старанно відтвореною традиційною подільською вишивкою. На жаль, через недбальство при розчищанні єврейського некрополя від заростей цей єврейський пам'ятник з українськими мотивами, як і численні інші, безповоротно загублений. Тоді не здогадалися зробити нічого кращого, аніж спалити всі зрізані кущі і дерева просто на могилах. Відтак вогонь перетворив шедеври мистецького кам'яного різьблення на купки вапна. |

## Галерея

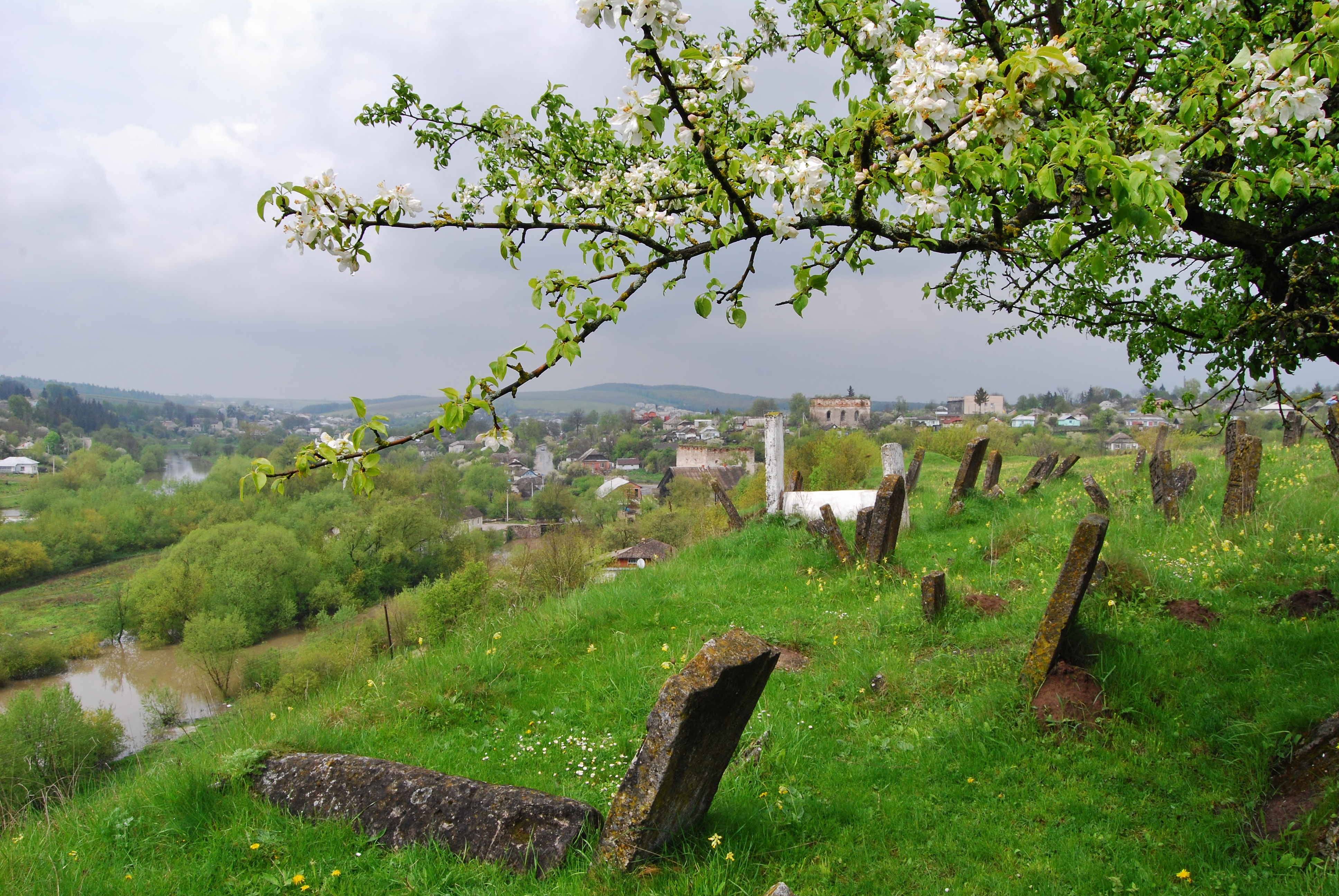
Краєвид у бік річки Збруч
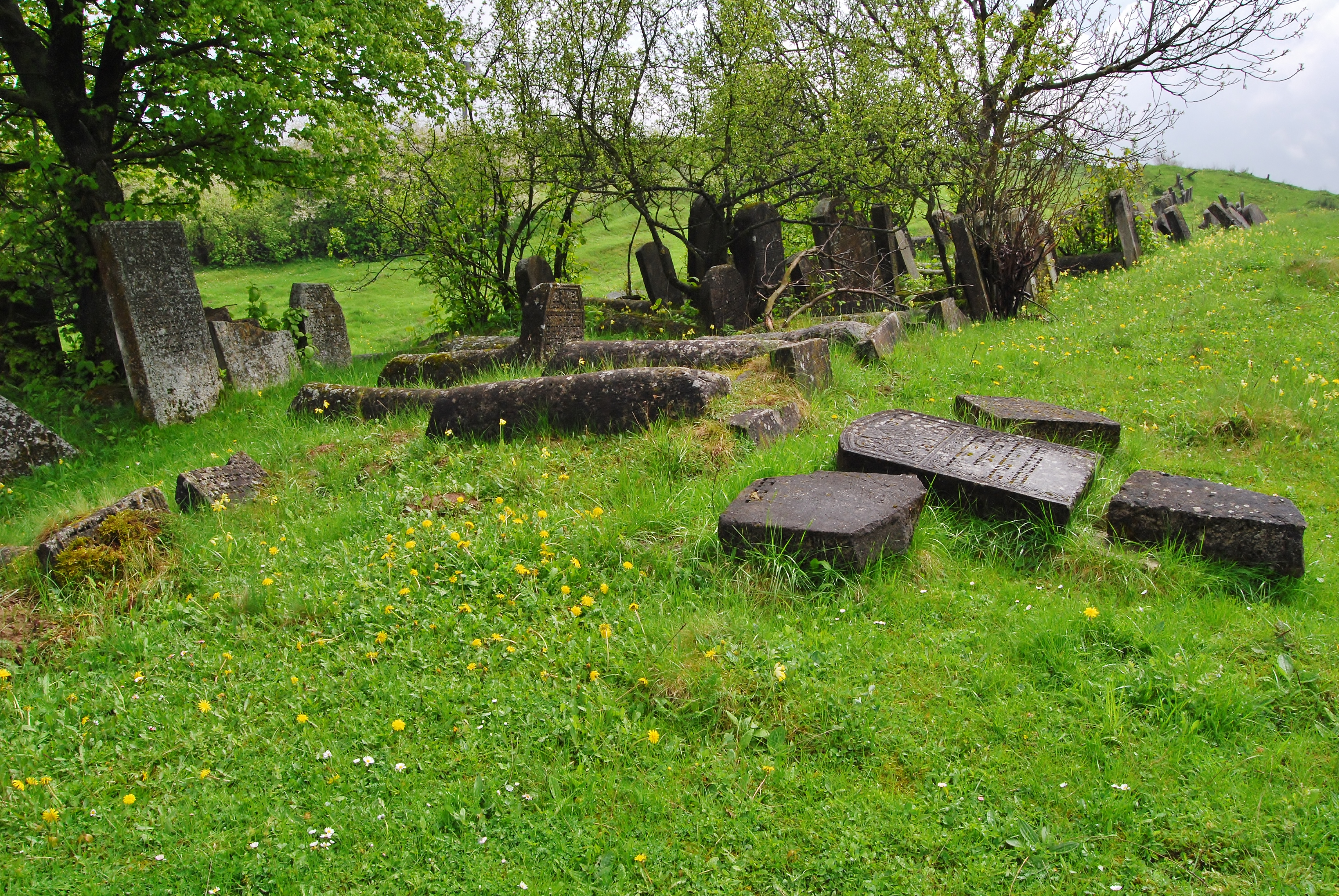
На горі
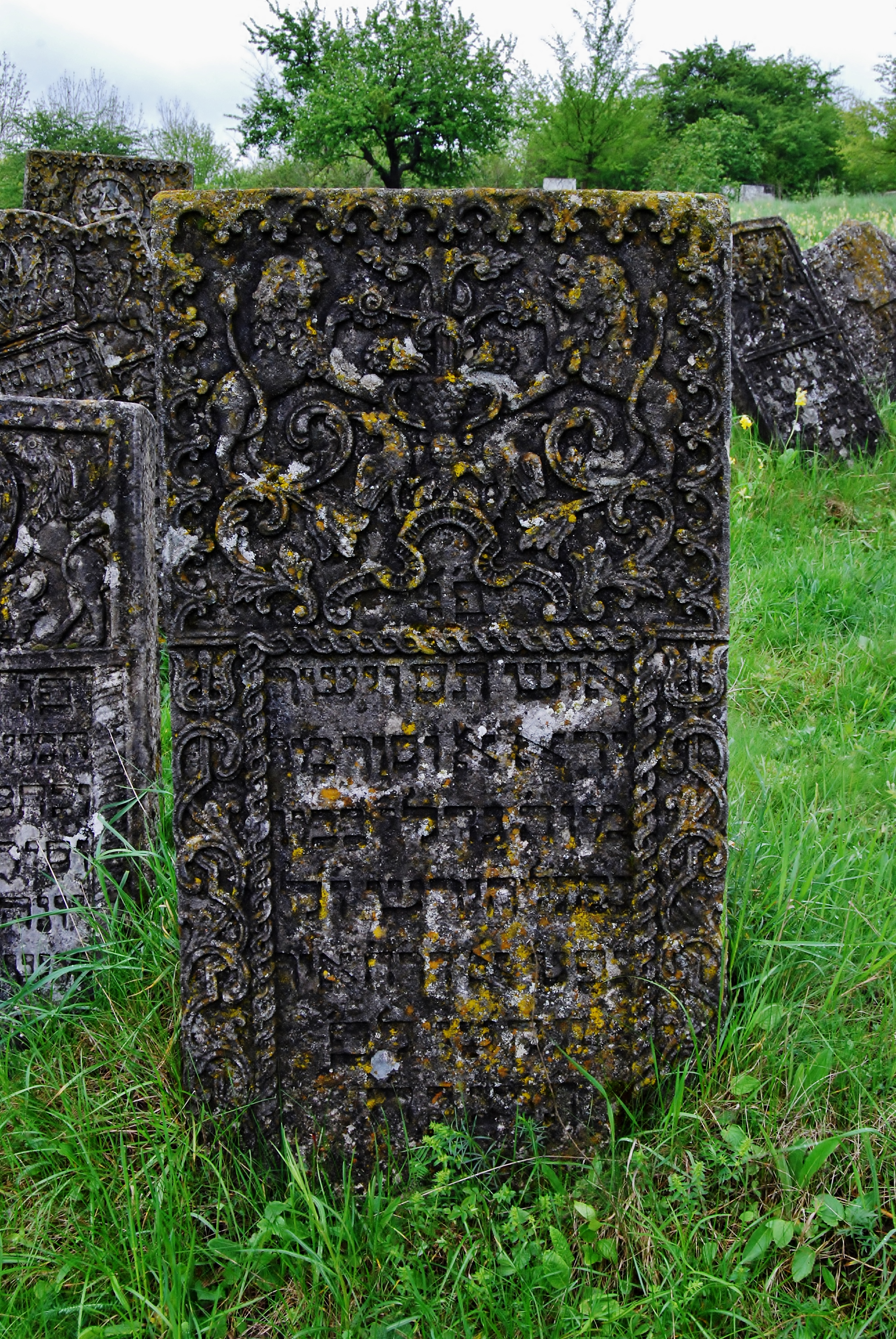
Леви та горлички - жіночий надгробок. Початок ХХ ст.
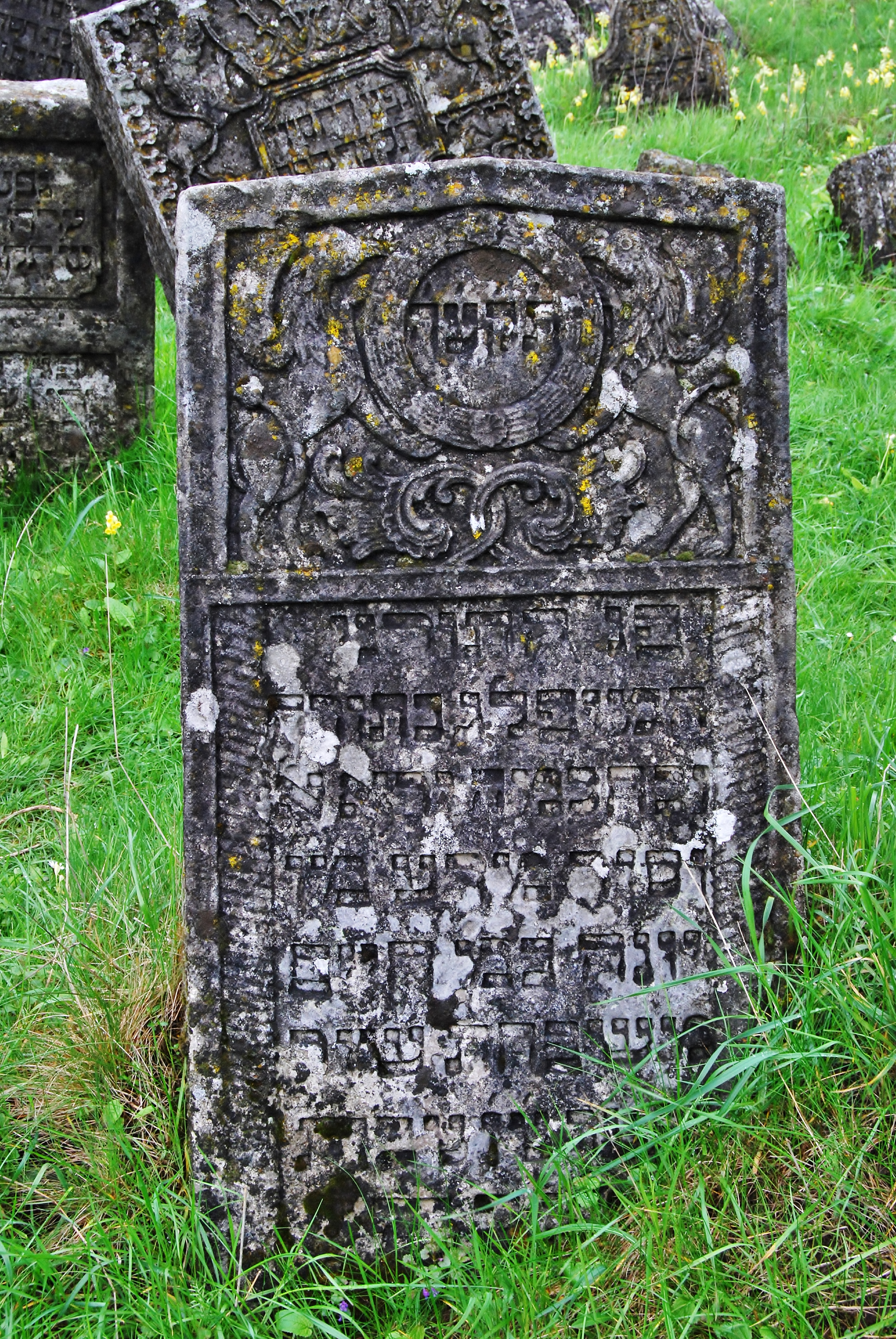
Грифони
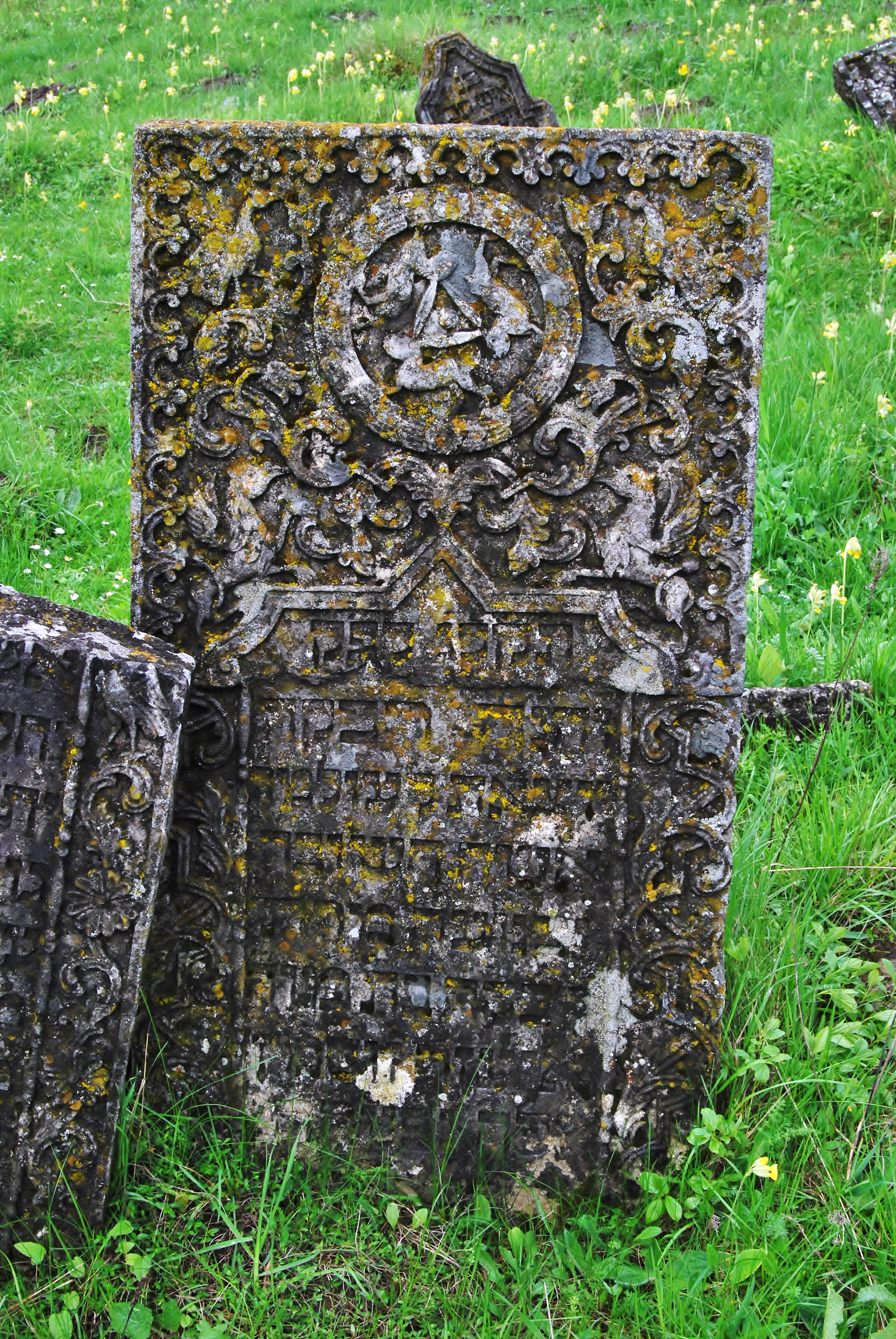
Троє зайців
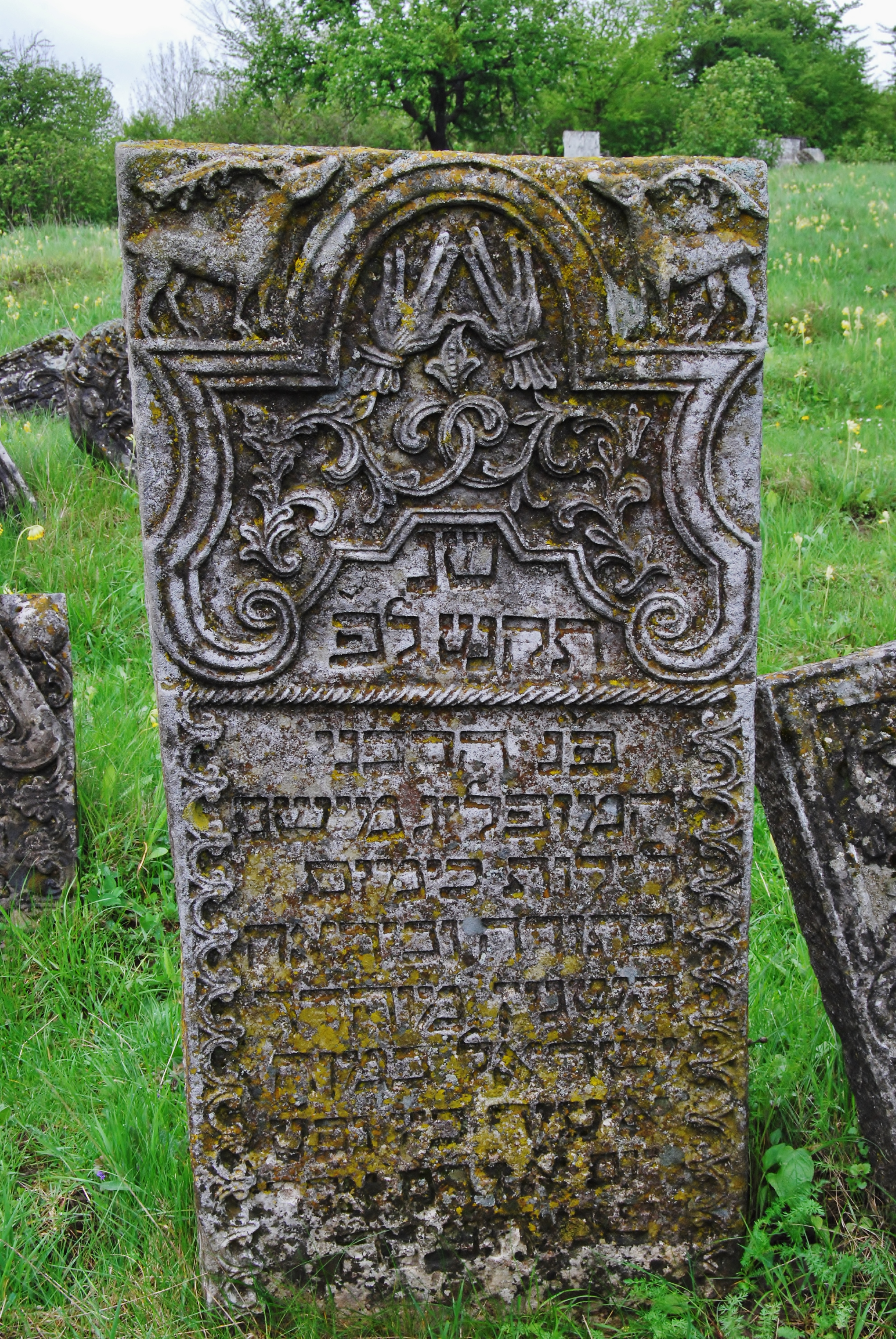
"Благословення коганім"
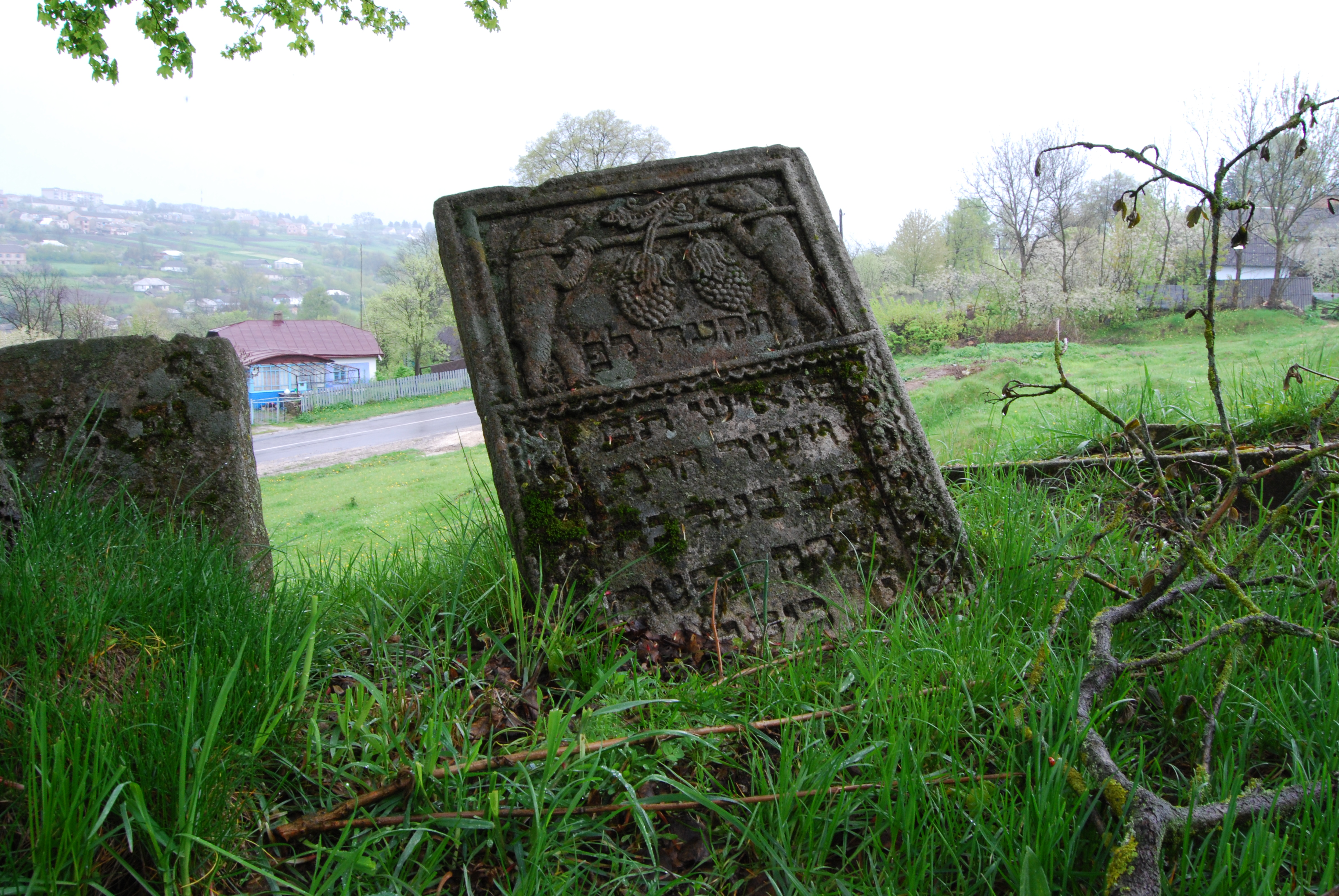
Ведмеді на могильній плиті
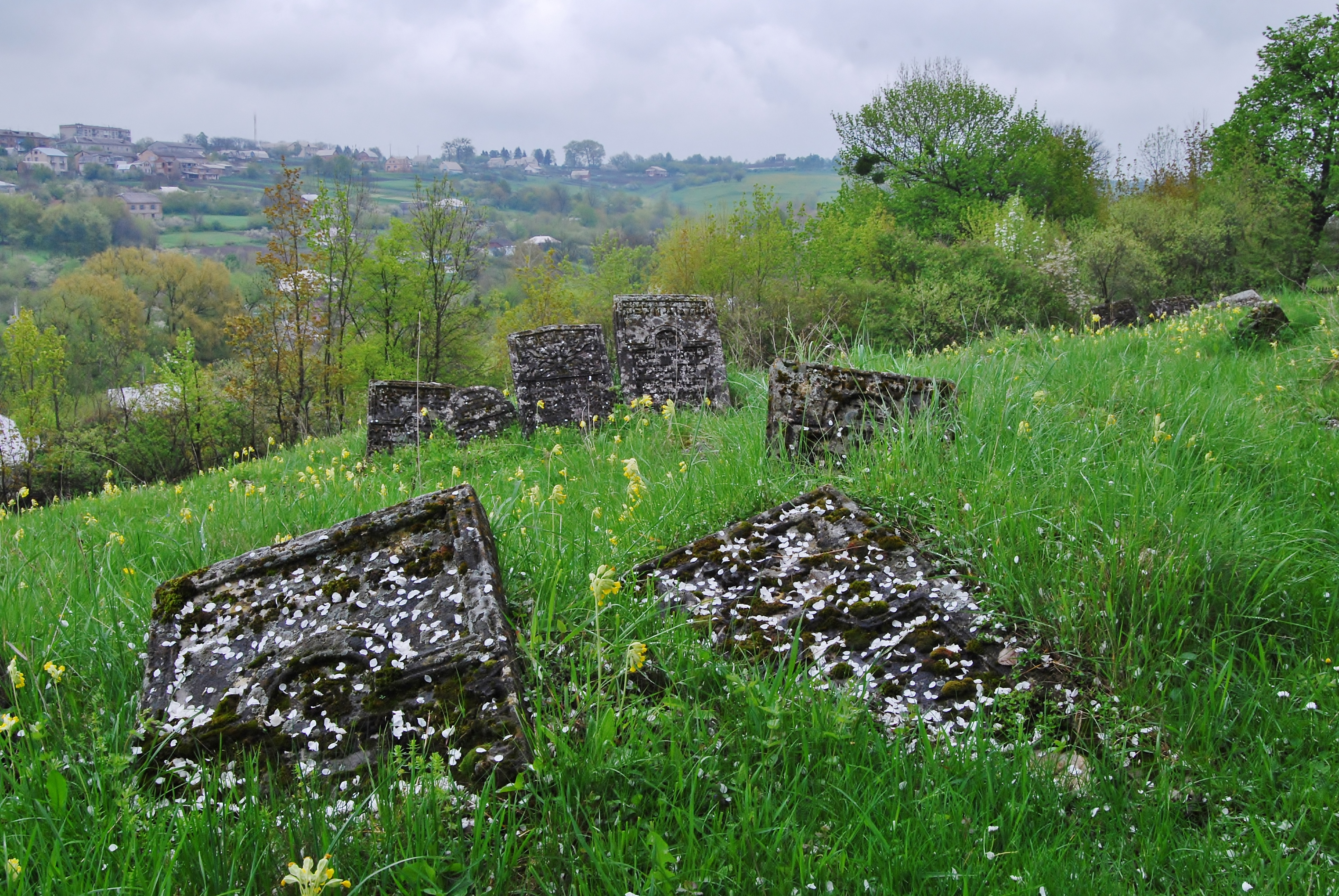
Пелюстки яблунь на могильних плитах

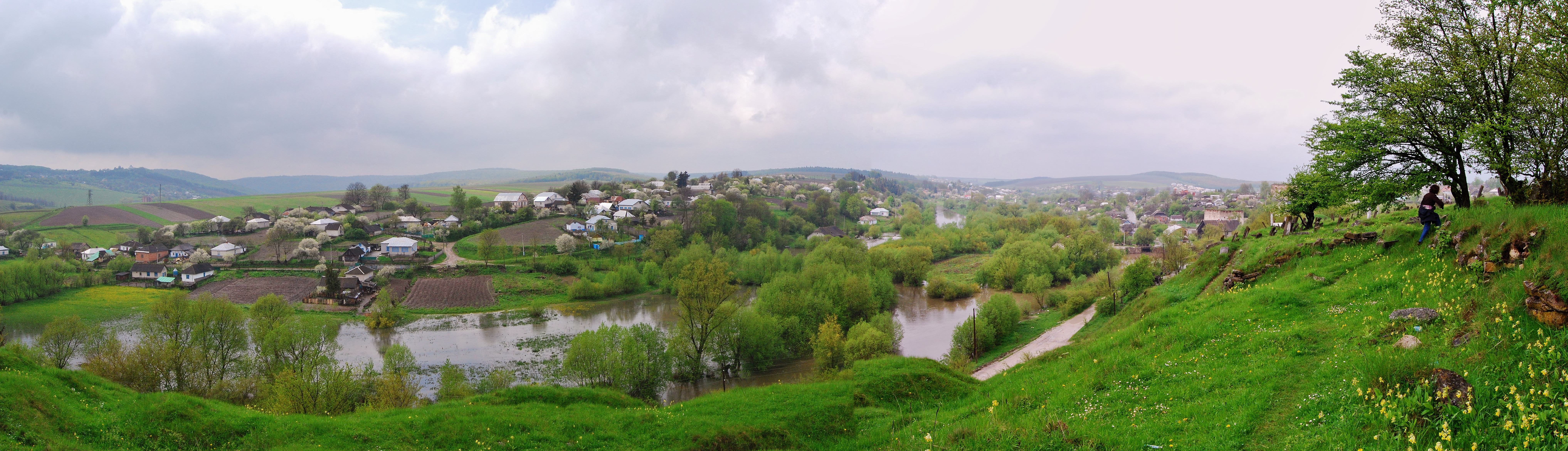
Краєвид на річку Збруч та сусіднє село Калагарівку з цвинтаря